# Saint-Julien-Innocence-Eulalie
Saint-Julien-Innocence-Eulalie község Franciaország Új-Aquitania régiójában, Dordogne megyében. Új községként 2019. január 1-jén jött létre három korábbi község: Sainte-Innocence, Sainte-Eulalie-d’Eymet és Saint-Julien-d’Eymet egyesítésével. Lakosainak száma 311 fő (2022. január 1.).

## Népesség
| Lakosok száma | 289  | 301  | 306  | 310  | 310  | 311  | 311  |
|               | 2015 | 2017 | 2018 | 2019 | 2020 | 2021 | 2022 |